# Orhan Pamuk
Orhan Pamuk (Istanbul, Turquia, 1952) és un escriptor turc guardonat amb el Premi Nobel de Literatura l'any 2006. La seva obra ha venut més de tretze milions de llibres en seixanta-tres idiomes, convertint-lo en l'escriptor més venut del país.

## Biografia
Va néixer el 7 de juny del 1952 a la ciutat d'Istanbul en una família benestant que vivia al barri de Nişantaşı, barri descrit en algunes de les seves novel·les. Va començar estudis d'arquitectura, però al cap de tres anys els abandonà per dedicar-se plenament a la literatura. L'any 1977, es va graduar a l'Institut de periodisme de la Universitat d'Istanbul, encara que no ha exercit mai com a periodista. Entre 1985 i 1988, va viure a Nova York i va ser professor visitant de la Universitat de Colúmbia. Després va tornar a Istanbul.

## Processament
Al febrer del 2005 va declarar en una entrevista, concedida al diari suís Tages Angeizer, que a Turquia van ser assassinats «30.000 kurds i un milió d'armenis». Arran d'aquestes declaracions, l'escriptor, que llavors vivia a Turquia, va patir una campanya contra ell que el va obligar a sortir del país.
Al juny del 2005, el codi penal turc va incorporar un article nou -l'article 301- segons el qual qui insultés explícitament Turquia podia ser condemnat a una pena de presó d'entre sis mesos i tres anys. A Pamuk, li va ser aplicat aquest article amb caràcter retroactiu i va ser processat per les declaracions que havia fet al febrer. Va ser citat a judici el 16 de desembre del 2005. Després de ser processat, Pamuk va repetir les seves declaracions quan va recollir el Premi dels Llibreters de la Fira del Llibre de Frankfurt.
El cas de Pamuk, com el de la també processada Elif Shafak, va acabar cridant l'atenció internacional i va posar en el punt de mira la qüestió de Turquia respecte als drets humans. El Parlament Europeu va enviar observadors al judici i Amnistia Internacional va emetre una declaració en la qual exigia que tant Pamuk com les altres sis persones a l'espera de judici pel mateix motiu fossin absolts, i que es derogués l'article 301. El 13 de desembre, diversos escriptors de renom mundial -José Saramago, Gabriel García Márquez, Günter Grass, Umberto Eco, Carlos Fuentes, Juan Goytisolo, John Updike, Salman Rushdie i Mario Vargas Llosa- van signar una declaració conjunta de suport a Pamuk, acusant el govern turc de no respectar els drets humans.
El 16 de desembre, el judici de Pamuk va ser ajornat fins al 7 de febrer del 2006, a l'espera que el Ministeri de Justícia turc determinés si havia d'aplicar-se el codi penal llavors vigent o el que hi havia en vigor el febrer del 2005. Abans que se'n complís el termini, el ministre de Justícia turc va promoure que s'arxivés la causa d'acord amb el nou codi penal turc, de manera que el Tribunal de Primera Instància d'Istanbul número 2 va tancar el cas el 23 de gener del 2006. Tanmateix, el 2011 fou condemnat a pagar una multa de sis mil lires per insultar l'honor del demandant.

### Reacció internacional
Els càrrecs contra Pamuk van provocar un clam internacional i van generar preguntes en uns quants cercles sobre la proposta d'entrada de Turquia a la Unió Europea. El 30 de novembre, el Parlament Europeu va anunciar que enviaria una delegació de cinc eurodiputats encapçalada per Camiel Eurlings, per observar el judici. El comissari d'Ampliació de la UE, Olli Rehn, va declarar posteriorment que el cas Pamuk seria una prova del cotó del compromís de Turquia amb els criteris de pertinença a la UE.
L'1 de desembre, Amnistia Internacional va emetre un comunicat en què demanava la derogació de l'article 301 i l'alliberament de Pamuk i sis persones més a l'espera de judici en virtut de l'acte. El PEN American Center també va denunciar els càrrecs contra Pamuk, afirmant: «El PEN troba extraordinari que un estat que hagi ratificat tant el Pacte Internacional de Drets Civils i Polítics de les Nacions Unides com el Conveni Europeu de Drets Humans, tots dos consideren central la llibertat d'expressió, tingui un Codi Penal que inclogui una clàusula tan clarament contrària a aquests mateixos principis».
El 13 de desembre, vuit autors de renom mundial —José Saramago, Gabriel García Márquez, Günter Grass, Umberto Eco, Carlos Fuentes, Juan Goytisolo, John Updike i Mario Vargas Llosa— van emetre una declaració conjunta donant suport a Pamuk i denunciant les acusacions contra ell com una violació dels drets humans.
El 2008, en una enquesta oberta en línia, Pamuk va ser votada com la quarta persona més intel·lectual del món a la llista dels 100 millors intel·lectuals públics per Prospect Magazine (Regne Unit) i Foreign Policy (Estats Units).

### Rebaixa dels càrrecs
El 22 de gener de 2006, el Ministeri de Justícia de Turquia es va negar a emetre l'aprovació de la fiscalia, dient que no tenien autoritat per obrir un cas contra Pamuk en virtut del nou codi penal. Amb el judici al jutjat local, es va decidir l'endemà que el cas no podia continuar sense l'aprovació del Ministeri de Justícia. L'advocat de Pamuk, Haluk İnanıcı, va confirmar posteriorment que els càrrecs havien estat retirats.
L'anunci es va produir en una setmana quan la UE tenia previst iniciar una revisió del sistema de justícia turc.

### Interacció
El comissari d'ampliació de la UE, Olli Rehn, va felicitar la retirada dels càrrecs i va dir: «Aquesta és, òbviament, una bona notícia per al senyor Pamuk, però també és una bona notícia per a la llibertat d'expressió a Turquia». Però alguns representants de la UE van expressar la seva decepció perquè el ministeri de justícia hagués rebutjat l'acusació per un tecnicisme més que per principis. Segons els informes, un diplomàtic de la UE amb seu a Ankara va dir: «Està bé que aparentment s'hagi abandonat el cas, però el ministeri de justícia mai va prendre una posició clara ni va donar cap senyal d'intentar defensar Pamuk». Mentrestant, l'advocat que havia liderat l'esforç per jutjar Pamuk, Kemal Kerinçsiz, va dir que apel·laria la decisió, dient: «Orhan Pamuk ha de ser castigat per insultar Turquia i la turquicitat, és un delicte greu i ha de quedar impune».
El 2006, la revista Time va incloure a Pamuk a l'article de portada TIME 100: The People Who Shape Our World, a la categoria Heroes & Pioneers, per haver parlat.
L'abril de 2006, al programa HARDtalk de la BBC, Pamuk va declarar que els seus comentaris sobre el genocidi armeni tenien com a objectiu cridar l'atenció sobre els problemes de llibertat d'expressió a Turquia més que sobre les massacres en si.
Del 19 al 20 de desembre de 2006, es va celebrar un simposi sobre Orhan Pamuk i la seva obra a la Universitat Sabancı, Istanbul. El mateix Pamuk va donar el discurs de cloenda.
El gener de 2008, les autoritats turques van arrestar 13 ultranacionalistes, inclòs Kerinçsiz, per participar en una organització clandestina nacionalista turca, Ergenekon, suposadament conspirar per assassinar personatges polítics, inclosos diversos missioners cristians i l'intel·lectual armeni Hrant Dink. Diversos informes suggereixen que Pamuk es trobava entre les figures que aquest grup va conspirar per matar.  La policia va informar a Pamuk dels plans d'assassinat vuit mesos abans de la investigació d'Ergenekon.

## Vida personal
El germà gran de Pamuk, Şevket Pamuk, que de vegades apareix com un personatge de ficció a les seves obres, és un professor d'economia reconegut internacionalment pel seu treball en història econòmica de l’Imperi Otomà, que treballa a la Universitat Boğaziçi d'Istanbul. Pamuk també té una germana petita, Hümeyra Pamuk, que és periodista.
L'1 de març de 1982, Pamuk es va casar amb la historiadora Aylin Türegün. De 1985 a 1988, mentre era estudiant de postgrau a la Universitat de Colúmbia, Pamuk va assumir la posició d'estudiosa visitant allà, aprofitant el temps per dur a terme investigacions i escriure la seva novel·la El llibre negre a la biblioteca Butler de la universitat. Aquest període també va incloure una beca de visita a la Universitat d'Iowa. Pamuk va tornar a Istanbul, ciutat a la qual està molt vinculat. El 1991 ell i la seva dona van tenir una filla, Rüya, el nom de la qual significa somni en turc, i a qui està dedicada la seva novel·la El meu nom és vermell. L'any 2002 es van divorciar.
El 2006, Pamuk va tornar als Estats Units per ocupar una posició com a professor visitant a Columbia, on va ser membre del Comitè de Pensament Global de Columbia i va ocupar un lloc a la junta de govern del departament de Llengües i Cultures asiàtiques i de l'Orient Mitjà de Columbia i a la seva Escola d'Arts. El curs 2007-2008, Pamuk va tornar a Columbia per ensenyar conjuntament classes de literatura comparada amb Andreas Huyssen i David Damrosch. Pamuk també va ser escriptor en residència al Bard College. El 2009, va ser Charles Eliot Norton Lecturer de Harvard, impartint una sèrie de conferències titulada El novel·lista ingenu i sentimental.
Orhan va reconèixer públicament la seva relació amb l'escriptora Kiran Desai. El gener de 2011, l'artista turco-armenia Karolin Fişekçi va dir a Hürriyet Daily News que Pamuk va tenir una relació de dos anys i mig amb ella durant el mateix temps (2010–12), que Pamuk va negar expressament.
Des del 2011 manté una relació amb Aslı Akyavaş,  amb qui es va casar el 2022.

## Obra literària

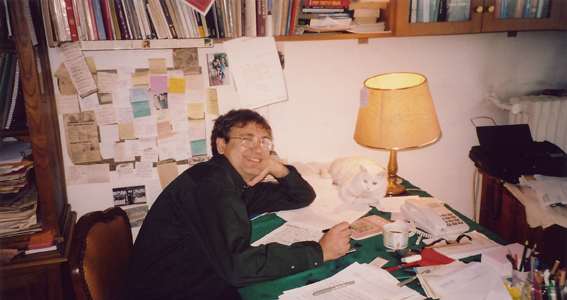
Orhan Pamuk al seu estudi

Encara que la seva carrera com a escriptor va començar a la fi de la dècada del 1970, i la seva primera novel·la es va publicar el 1982, la seva obra va començar a tenir repercussió internacional amb la novel·la Beyaz Kale (El castell blanc, 1985), elogiada per l'escriptor estatunidenc John Updike, i es va consagrar definitivament amb Benim Adım Kırmızı (Em dic Vermell, 1998), una novel·la que combina la narració de misteri, la història d'amor i la reflexió filosòfica, ambientada a l'Istanbul del segle xvi, sota el regnat del soldà Murad III.
Totes les seves obres són novel·les, excepte Istanbul: ciutat i records, una obra de gènere inclassificable, una mescla entre memòries de joventut i assaig sobre la ciutat d'Istanbul. Els temes comuns en totes les seves obres són la identitat, que narra a partir de diverses veus, i el pas de la història a Turquia.
El 2006, fou guardonat amb el Premi Nobel de Literatura per unes obres en què, en la recerca de l'ànima malenconiosa de la seva ciutat natal, ha trobat nous símbols per a reflectir el xoc i la interconnexió entre cultures", i esdevingué el primer autor en llengua turca a rebre aquesta distinció.

### Obra seleccionada
- 1974: Karanlık ve Işık (Foscor i llum) narra la vida de tres generacions d'una família turca.
- 1982: Cevdet Bey ve Oğulları (Cevdet Bey i els seus fills).
- 1983: Sessiz Ev (La casa del silenci).
- 1985: Beyaz Kale (El castell blanc).
- 1990: Kara Kitap (El llibre negre), en què un advocat busca la seva dona, que l'ha abandonat sense cap explicació.
- 1995: Yeni Hayat (La nova vida).
- 1998: Benim Adım Kırmızı  (Em dic Vermell), novel·la històrica i de misteri, en què un soldà que es fa retratar causa una sèrie d'assassinats.
- 2001: Kar (Neu), explica les tensions entre els musulmans moderats i els extremistes a Turquia.
- 2005: İstanbul: Hatıralar ve Şehir (Istanbul: ciutat i records).
- 2008: Masumiyet Müzesi (El museu de la innocència).
- 2014: Kafamda Bir Tuhaflık (Una sensació estranya).
- 2017: Kırmızı saçlı kadın (La dona pèl-roja).
- 2022: Veba Geceleri (Nits de Pesta).

### Traduccions al català
- El llibre negre (Edicions 62, 1998) Traducció de Víctor Compta. ISBN 978-8498244120.
- La nova vida (La Magrana, 2003) Traducció de Victor Compta. ISBN 978-8482644325
- Istanbul: ciutat i records (Bromera, 2007) Traducció de Carles Miró i Emma Piqué. ISBN 978-8498241839
- El castell blanc (Bromera, 2007) Traducció de Carles Miró. ISBN 978-8498241983
- Em dic Vermell (Bromera, 2007) Traducció de Carles Miró. ISBN 978-8498242331
- Altres colors (Bromera, 2008) Traducció de Ramon Monton. ISBN 978-8498243529
- El museu de la innocència (Bromera, 2009) Traducció de Ramon Monton. ISBN 978-8490260326.
- Neu (Bromera, 2011) Traducció de Marta Pera. ISBN 978-8498248425
- La dona pèl-roja (Més Llibres, 2018) Traducció d'Anna Turró. ISBN 978-8417353018
- Nits de Pesta (Més Llibres, 2022) Traducció de Xavier Gaillard Pla. ISBN 978-8417353384

## Premis i reconeixements
- Va guanyar el Premi de la Pau del Comerç Llibreter Alemany concedit a la Fira del Llibre de Frankfurt.
- El 2006 va guanyar el Premi Nobel de Literatura